# Merodontina obliquata
Merodontina obliquata là một loài ruồi trong họ Asilidae. Merodontina obliquata được Shi miêu tả năm 1991. Loài này phân bố ở vùng Cổ Bắc giới và châu Á.